# Pontavert
Pontavert é uma comuna francesa na região administrativa de Altos da França, no departamento de Aisne. Estende-se por uma área de 13,37 km². Em 2010 a comuna tinha 619 habitantes (densidade: 46,3 hab./km²).